# Руда-Ланьцуцька
Ру́да-Ланьцу́цька (пол. Ruda Łańcucka) — село в Польщі, у гміні Нова Сажина Лежайського повіту Підкарпатського воєводства.
Населення — 846 осіб (2011).

## Історія
Після анексії в 1434 р. Галичини поляками лівобережне Надсяння півтисячоліття піддавалось інтенсивній латинізації та полонізації. В 1831 р. у селі (разом з присілком Яндою) був 41 греко-католик (належали до парафії Лежайськ Канчуцького деканату Перемишльської єпархії).
У 1880 р. село належало до Ланьцутського повіту, в селі (разом з присілком Яндою — 14 будинків і 36 мешканців та фільварком — 5 будинків) налічувалося 89 будинків і 410 мешканців (345 римо-католиків, 41 греко-католик, 9 євангелістів і 15 юдеїв).
У 1936 році в селі (разом з присілком Яндою) проживало 26 українців-грекокатоликів, які належали до парафії Лежайськ Лежайського деканату Перемишльської єпархії. Село входило до ґміни Єльна Ланьцутського повіту Львівського воєводства.

## Демографія
Демографічна структура станом на 31 березня 2011 року:
|          | Загалом | Допрацездатний вік | Працездатний вік | Постпрацездатний вік |
| -------- | ------- | ------------------ | ---------------- | -------------------- |
| Чоловіки | 413     | 116                | 260              | 37                   |
| Жінки    | 433     | 98                 | 258              | 77                   |
| Разом    | 846     | 214                | 518              | 114                  |